# جودي باول
جودي باول (بالإنجليزية: Jody Powell) (و. 1943 – 2009 م)هو ناطق رسمي من الولايات المتحدة الأمريكية . ولد في كورديل . تولى منصب السكرتير الصحفي للبيت الأبيض .
وهو عضو في الحزب الديمقراطي الأمريكي .
توفي في كامبريدج .بسبب نوبة قلبية .

## التعليم
تعلم في جامعة ولاية جورجيا، وأكاديمية سلاح الجو الأمريكي.

## روابط خارجية
- جودي باول على موقع الموسوعة البريطانية (الإنجليزية)
- جودي باول على موقع مونزينجر (الألمانية)
- جودي باول على موقع إن إن دي بي (الإنجليزية)